# Мендзигуже (Малопольське воєводство)
Мендзигуже (пол. Międzygórze) — село в Польщі, у гміні Болеслав Олькуського повіту Малопольського воєводства.
Населення — 147 осіб (2011).
У 1975-1998 роках село належало до Катовицького воєводства.

## Демографія
Демографічна структура станом на 31 березня 2011 року:
|          | Загалом | Допрацездатний вік | Працездатний вік | Постпрацездатний вік |
| -------- | ------- | ------------------ | ---------------- | -------------------- |
| Чоловіки | 78      | 9                  | 61               | 8                    |
| Жінки    | 69      | 7                  | 37               | 25                   |
| Разом    | 147     | 16                 | 98               | 33                   |